# اولترامار
اولترامار (انگلیسی: Ultramar) شرکت پالایش نفت کانادایی است، که در سال ۱۹۶۱ تأسیس شد.